# Stadion Neftjannik Kotschkor-Ata
Das Stadion Neftjannik Kotschkor-Ata (auch nach der englischen Schreibweise Stadion Neftyannik Kochkor-Ata) ist ein Fußballstadion mit Leichtathletikanlage in der kirgisischen Stadt Kotschkor-Ata. Es ist die Heimspielstätte des Fußballvereins FC Neftchi Kochkor-Ata aus der nationalen Top Liga. Die Anlage hat ein Fassungsvermögen von 5000 Personen. Das Stadion verfügt über keine Flutlichtanlage und ist eines der markantesten Bauwerke der Stadt.